# Hynobius arisanensis
Hynobius arisanensis (англ. Alishan salamander) — вид земноводних родини Кутозубі тритони ряду Хвостаті. Вид є ендеміком острова Тайвань, зустрічається у горах на висоті 1800-3600 м. Ця саламандра живе у гірських лісах, а личинки у чистій, протічній воді гірських струмків. Тіло коричневого кольору, завдовжки 5-6,5 см.